# Münzstätte Buchholz
Die 1505 unter Kurfürst Friedrich III. (1486–1525) errichtete Münzstätte Buchholz befand sich bis zur Wittenberger Kapitulation 1547 auf ernestinischem Boden in der erzgebirgischen Bergstadt Buchholz. Im Jahr 1553 wurde die Münze unter Kurfürst Moritz (1541–1553, Kurfürst seit 1547) mit der weitaus bedeutenderen Münzstätte Annaberg vereinigt.

## Geschichte

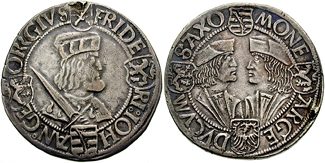
Gemeinschaftsprägung unter den Ernestinern und Albertinern, Friedrich III., Johann und Georg (1507–1525), Gulden (Klappmützentaler) ohne Mmz., Münzfuß seit 1505: 8,59 Gulden (Taler) a. d. f. Mark

Herzog Georg der Bärtige (1500–1539) münzte nach Antritt der Regierung anfangs in Gemeinschaft mit seinen Vettern, Kurfürst Friedrich III. und Herzog Johann, in den Münzstätten Freiberg, Leipzig, Schneeberg, Annaberg und Buchholz (auch St. Katharinenberg in Buchholz genannt), das im Jahr 1501 von Friedrich III. gegründet wurde und zum ernestinischen Teil Sachsens gehörte.
Die ersten sächsischen Großsilbermünzen, die silbernen Gulden, später als Klappmützentaler bezeichnet, wurden von 1500 bis 1525 nach der Münzordnung von 1500 geprägt. Prägeorte waren die Münzstätten Annaberg, Buchholz, Leipzig und eventuell Wittenberg. In Buchholz wurden sie wahrscheinlich seit Bestehen der „Bergmünzstätte“ geprägt:
- 1505 in gemeinschaftlicher Prägung unter Friedrich III., Georg und Johann (1500–1507) und
- mit geänderter Namensreihenfolge unter Friedrich III. Johann und Georg (1507–1525)

Infolge Meinungsverschiedenheiten kam es 1530 bis Ende 1533 zur Trennung zwischen dem ernestinischen und dem albertinischen Münzherrn Johann dem Beständigen und Georg dem Bärtigen, zur sogenannten sächsischen Münztrennung. Die Münzstätte Buchholz wurde daraufhin von 1530 bis 1533 geschlossen. Die 1530 vorübergehend wiedereröffnete Zwickauer Münze prägte ab dieser Zeit für den Kurfürsten Johann (1525–1532) nach leichterem Münzfuß, während Herzog Georg in den Münzstätten Freiberg, Leipzig und Annaberg NACH DEM ALTEN SCHROT UND KORN (Gütebezeichnung auf der Rückseite der Münzen Georgs) prägen ließ. Im Jahr 1534 trat die frühere Münzgemeinschaft nunmehr unter Kurfürst Johann Friedrich [1532–1547–(1554)] wieder bis 1547 in Kraft.
Als die Ernestiner 1547 nach der Schlacht bei Mühlberg die Kurwürde an die Albertiner verloren hatten, kam Buchholz an den neuen Kurfürsten Moritz, der 1553 die Buchholzer Münze mit der Münzstätte Annaberg vereinigte und nur noch in seinem eigenen Namen münzte.
Siehe auch:
- Münzgeschichte des Herzogtums Sachsen (1547–1572)
- Sächsische Münztrennung

### Lage der Münzstätte
Nach August Schumanns Staatslexikon (1827) befand sich das Münzgebäude am Buchholzer Markt:
„Was die Münze betrifft, […] so wurde sie […] von Moritz aber bald nachher nach Annaberg verlegt, und es schenkte schon August das hiesige Münzgebäude dem Stadtvogt Moritz am Steig, mit Vorbehalt, da selbst abzutreten, wenn er nach Buchholz käme. Dasselbe war später ein Malzhaus, und zeichnete sich durch Schönheit aus; jetzt sind davon nur noch abenteuerliche Ruinen am Markte übrig. Das Schieferdach dieses Gebäudes kam auf das Wolkensteiner Schloss.“

## Die Münzen
Die Nominale der Münzstätte Buchholz sind Doppelreichstaler, Doppeltaler, 1½fach Taler, Dicktaler, Taler (Guldengroschen), ½ Taler, ¼ Taler, Schreckenberger, Groschen (Zinsgroschen), Dreipfennigstücke (Dreier) und Pfennige. 
Die Buchholzer Münze, die von Friedrich III. vermutlich auch aus Prestigegründen errichtet worden war, produzierte wahrscheinlich nur geschätzte 10 % der Annaberger Münzstätte.
Gemeinschaftlich geprägte Talermünzen der Wettiner (Beispiele):

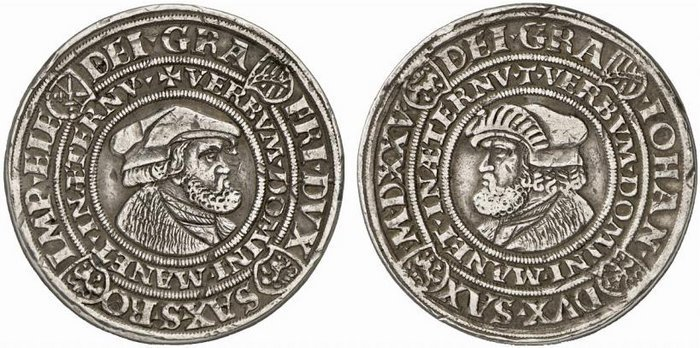
Friedrich III., der Weise und Johann (1486–1525), Dicktaler 1525, Münzstätte Buchholz
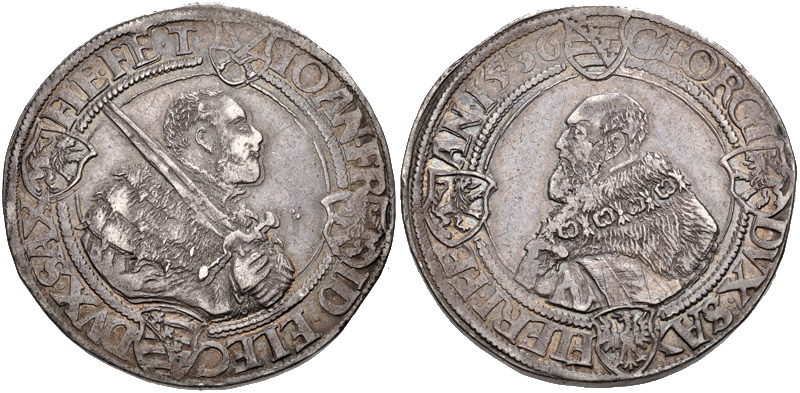
Kurfürst Johann Friedrich der Großmütige und Herzog Georg, Guldengroschen 1536, Münzstätte Buchholz
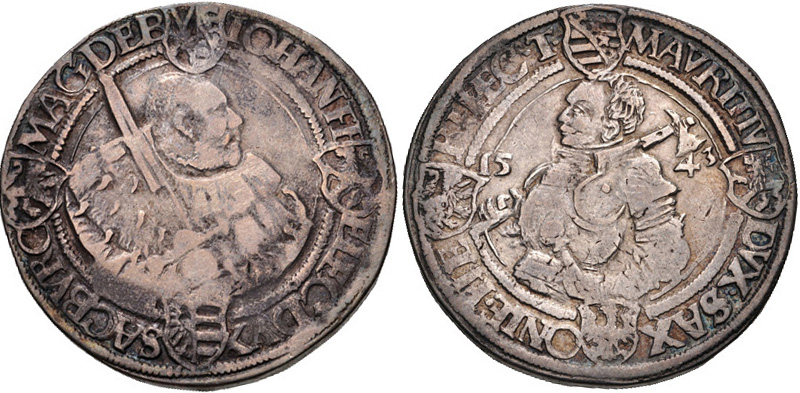
Kurfürst Johann Friedrich der Großmütige (Brustbild mit geschultertem Kurschwert) und Herzog Moritz (Hüftbild mit geschulterter Streitaxt), Guldengroschen 1543, Buchholz

Siehe auch: Zwittermünze / Buchholzer Taler mit der Jahreszahl 1540

## Münzmeister der Münzstätte Buchholz
| Münzmeister     | von     | bis     | Münzmeisterzeichen | Bemerkung                             |
| --------------- | ------- | ------- | ------------------ | ------------------------------------- |
| Andreas Funke   | 1505    | 1529    | T                  |                                       |
| Sebastian Funke | 1529    | 1551    | T                  | BVCH zur Kennzeichnung der Münzstätte |
|                 | 1529/30 | 1533/34 |                    | geschlossen                           |
|                 | 1553    |         |                    | nach Annaberg verlegt                 |

Das Münzmeisterzeichen T wurde bis 1551 in Buchholz und 1535 bis 1569 jedoch ebenfalls in Schneeberg verwendet, was zu Verwechselung der Münzstätte führen kann.